# Li Zicheng
Li Zicheng (Li Jiqian, 22 september 1606 - grensgebied Hubei, Hunan en Jiangxi, 1645) (Jiaxiang: Shaanxi, Mizhi 陕西米脂) was een Chinese rebellenleider die zich in het korte intermezzo tussen de Ming- en de Qingdynastie tot keizer had laten kronen. Zijn keizerschap duurde echter maar twee maanden, hij werd door de Qing in het nauw gedreven en verslagen. Hij was de enige keizer van de kortstondige Shun-dynastie, die echter door de meeste historici niet als een "echte" dynastie wordt erkend.

## Jongere levensjaren
Li werd waarschijnlijk op 27 september 1606 geboren in District Mizhi , subprefectuur Yan'an, in de provincie Shaanxi. Li leidde de jaren tot 1630 een onopvallend burgerbestaan. Li was in zijn jeugd herder, en werkte voor een wijnhandel en als leerling-smid. Volgens de overlevering kwam hij in 1630 in de problemen toen hij een lening aan een magistraat, een zekere Ai, niet kon terugbetalen. 

## De opstand
Li werd gearresteerd en in het schandblok gezet. Volgens de overlevering probeerde iemand hem water aan te bieden, maar verhinderde Ai dat, waarop Li werd bevrijd door een menigte boze boeren. De provincie Shaanxi kampte in deze tijd namelijk al drie jaar met misoogsten en hongersnoden, terwijl de overheid weinig of niets deed om het lot van de bevolking te verlichten. Dit incident deed de vlam in de pan slaan en Li werd leider van een groeiend rebellenleger. Aanvankelijk waren de rebellen slechts bewapend met stokken, maar door lokale politiebeambten te overvallen bemachtigden ze wapens. 
De opstandelingen werkten losjes samen met andere rebellenlegers, en de opstand verspreidde zich al snel in Shaanxi, Shanxi en Henan. In 1638 leed Li echter een zware nederlaag en moest met het restant van zijn volgelingen onderduiken. In 1639 verspreidde de opstand zich opnieuw, en doordat andere leiders sneuvelden of zich bij Li aansloten, groeide Li uit tot de onbetwiste leider van de opstand. In 1643 werd Xi'an ingenomen. De naam van deze stad werd in begin 1644 in Xijing ("westelijke hoofdstad") veranderd, en Li benoemde zichzelf tot Koning van de Grote Shun.

## Greep naar de macht
In april 1644 rukte Li's leger op naar Peking. Chongzhen, de laatste Ming-keizer, pleegde zelfmoord, en Li kon zonder tegenstand Peking innemen. Li probeerde nu snel door te stoten naar de Shanhaiguan-pas, waar een leger onder generaal Wu Sangui de belangrijkste doorgang van het Mantsjoeland naar China bewaakte. Wu gaf zich echter liever over aan de Qing dan aan Li, hoewel hij had overwogen zich bij de rebellen aan te sluiten. De reden voor deze beslissing is niet duidelijk, maar sommige historici vermoeden dat dat Wu een persoonlijke wrok tegen Li had wegens het feit dat deze na de dood van Chongzhen diens concubine had overgenomen. Hoe het ook zij, de weg naar China was nu vrij voor de Qing. Li's leger van 60.000 man raakte slaags met het garnizoen van Wu en werd plotseling door Qing-ruiters aangevallen. Het verwarde leger vluchtte terug naar Peking.
Li wilde zichzelf nu zo snel mogelijk tot keizer laten benoemen. Hij noemde zijn dynastie de Grote Shun. Een dag na zijn benoeming ontvluchtte hij de stad haastig met zijn leger, want Wu Sangui en Dorgon van de Qing zaten hem met hun legers op de hielen. Op 27 mei 1644 werd Li's leger beslissend verslagen. Vanaf dit moment was Li Zicheng niet meer in positie om de macht te grijpen.
Li had getracht een aantal populaire maatregelen door te voeren, maar de militaire situatie leende zich hier niet toe, en Li kreeg nooit de kans daadwerkelijk te regeren. Zijn Grote Shun-dynastie werd feitelijk zowel in binnen- als in buitenland niet erkend.

## Nederlaag en overlijden
Na de nederlaag trok het rebellenleger zich terug in de bergen, maar werd in 1645 en 1646 steeds verder in het nauw gedreven. Li Zicheng was tegen deze tijd waarschijnlijk al dood. Waarschijnlijk was hij omgekomen toen hij met een deel van zijn leger in een hinderlaag liep, vlak na de nederlaag van 27 mei 1644. Andere versies beweren dat hij pas 1645 of 1646 werd omgebracht, of dat hij zelfmoord pleegde na de fatale nederlaag. Anderen beweren zelfs dat hij onderdook, een monnik werd, en nog jaren daarna een teruggetrokken leven heeft geleid.
Sun Kewang en Li Dingguo, Li's luitenants, namen het bevel over het restant van het rebellenleger over en besloten zich met de Zuidelijke Ming te verbinden tegen de gemeenschappelijke buitenlandse vijand. Op deze manier hielden ze de strijd nog ongeveer twintig jaar vol, waarbij ze echter door de oprukkende Qing naar steeds onherbergzamere en afgelegener streken werden teruggedreven en uiteindelijk de strijd moesten opgeven.

## Historische perceptie
Hoewel Li Zichengs opstand de Ming verzwakte en de Qing de opening bood om China te veroveren, werd Li door de Qing afgeschilderd als een misdadiger en usurpator. Volgens de Qing had hij op onrechtmatige wijze de macht gegrepen terwijl het Hemels Mandaat al aan de Qing was toegewezen. Op deze wijze rechtvaardigden de Qing hun eigen verovering van China. 
De communisten zagen in Li een proto-communist en -revolutionair, die tegen het feodale Ming-bewind streed. In zijn eer is in Peking een monument opgericht.